# Draeculacephala septemguttata
Draeculacephala septemguttata är en insektsart som beskrevs av Walker 1851. Draeculacephala septemguttata ingår i släktet Draeculacephala och familjen dvärgstritar. Inga underarter finns listade i Catalogue of Life.